# David Don
David Don (21. prosince 1799, Doo Hillock, Forfarshire, Skotsko – 8. prosince 1841, Londýn) byl britský botanik.

## Životopis
David Don byl mladší bratr botanika George Dona. V období 1822 až 1841 působil jako knihovník Linnean Society v Londýně. V letech 1836 až 1841 byl profesorem botaniky na King's College London.
David Don popsal několik významných druhů jehličnanů, které byly objeveny v 19. století (sekvoj vždyzelená, Abies bracteata nebo kryptomerie japonská). Také jako první popsal tibetské orchideje Pleione.
Jako knihovník a tajemník botanika Lamberta sestavil Prodromus florae nepalensis. Toto dílo je založeno na sbírkách Hamiltona a Wallicha. K pozdějšímu Lambertovu A description of the genus Pinus doplnil popisky rostlin.

## Dílo
- Prodromus florae nepalensis, 1825